# Бравронион
Бравронион е светилище на Артемида от Браврона в Атинския акропол, разположено в югозападния ъгъл на плоския хълм на Акропола, между Халкотека и Пропилеите. Първоначално е открит по време на управлението на Пизистрат. Артемида от Браврона е покровителка на бременните и раждащи жени, имала основно светилище в Браврона на източното крайбрежие на Атика.

## История
Атическите деми се развиват през VII век пр.н.е. Политиката на обединение на Атика допринася за това, че в Атина започнали да се установяват различни местни култове. С течение на времето те придобиват държавен статут и се сдобиват със собствен теменос. Един от тях бил култът към Артемида Бравронска. През 560 – 510 г. пр.н.е. в Атина се установява тирания, по време на която започват големи строителни работи на Акропола. До западното подножие на хълма е построен път, който води до главния вход – Пропилон (по-късно на негово място е издигната Пропилеята на Мнезикъл). В югозападната част на горната платформа на Акропола, между главния вход и древната пеласгийска стена, е създадено свещено място за Артемида от Браврона, покровителката на тиранина Пизистрат, която идва от Браврон, древен център на източното крайбрежие на Атика.
Артемида Бравронска олицетворява покровителството на брака и раждането. В нейна чест е установен празникът Бравроний, по време на който момичета от 5 до 10 години, посветени в нейния култ се преизбират на всеки пет години и изпълняват ритуални танци. Техните хитони били боядисани в шафран, напомнящ на кафява мечка, а самите танцьори били наричани „мечки“. Мечката се смятала за свещеното животно на Артемида. Древните автори обясняват култа към Браврон с факта, че веднъж в храма на богинята била убита мечка. За наказание градът бил поразен от чума. Оракулът поискал момиче да бъде принесено в жертва, за да умилостиви богинята. Вместо това принесли в жертва козел. Затова Артемида поискала девойките от града да ѝ служат като „мечки“.
Сградите от времето на Пизистрат не са оцелели, тъй като светилището е било разрушено от персите по време на гръко-персийските войни. През V век пр.н.е. по време на строителството на Партенона и във връзка с генералната реконструкция на ансамбъла на Акропола е извършена реконструкция на теменоса на Артемида Бравронска. От южната страна е издигната стена, успоредна на стената на Акропола, с тесен проход между тях. От двете страни на стената е имало две стаи с входове от северната страна. По времето на Мнезикъл от източната страна е построена втора колонада (с дължина около 17,5 м) с пет дорийски колони, обърнати на запад. В светилището не е имало храм, открит е само малък олтар.
Епиграфски надписи от IV век пр.н.е. се споменават две култови статуи на богинята, намиращи се в светилището.

### Цитирана литература
- Колобова К. М. Древний город Афины и его памятники / Ленингр. ордена Ленина гос. ун-т им. А. А. Жданова. Ленинград: Изд-во Ленингр. ун-та, 1961, 373 с.
- Travlos, John. Pictorial Dictionary of Ancient Athens. — New York: Hacker Art Books, 1980, 590 p., ISBN 0-87817-267-X.

|  | Тази страница частично или изцяло представлява превод на страницата „Бравронейон“ в Уикипедия на руски. Оригиналният текст, както и този превод, са защитени от Лиценза „Криейтив Комънс – Признание – Споделяне на споделеното“, а за съдържание, създадено преди юни 2009 година – от Лиценза за свободна документация на ГНУ. Прегледайте историята на редакциите на оригиналната страница, както и на преводната страница, за да видите списъка на съавторите. ВАЖНО: Този шаблон се отнася единствено до авторските права върху съдържанието на статията. Добавянето му не отменя изискването да се посочват конкретни източници на твърденията, които да бъдат благонадеждни. |